# الرياض (منوبة)
الرياض إحدى قرى الجمهورية التونسية، تقع في ولاية منوبة، على بعد 16 كم غربي مدينة تونس على الطريق الوطنية رقم 7.

### مواضيع ذات علاقة
- ولاية منوبة.